# Белокаменское сельское поселение (Челябинская область)
Белокаменское се́льское поселе́ние — муниципальное образование в Брединском районе Челябинской области Российской Федерации.  В рамках административно-территориального устройства муниципальное образование  соответствует административно-территориальной единице Белокаменский сельсовет .
Административный центр — посёлок Маяк.

## История
Статус и границы сельского поселения установлены Законом Челябинской области от 13 сентября 2004 года № 268-ЗО «О статусе и границах Брединского муниципального района и сельских поселений в его составе».

## Население
| 2002  | 2010  | 2011  | 2012  | 2013  | 2014  | 2015  |
| ----- | ----- | ----- | ----- | ----- | ----- | ----- |
| 2247  | ↘1960 | ↘1955 | ↘1911 | ↘1883 | ↘1837 | ↘1801 |
| 2016  | 2017  | 2018  | 2019  | 2020  | 2021  |       |
| →1801 | ↘1797 | ↗1802 | ↘1767 | ↘1758 | ↗1778 |       |

## Состав сельского поселения
| № | Населённый пункт | Тип населённого пункта          | Население |
| - | ---------------- | ------------------------------- | --------- |
| 1 | Восход           | посёлок                         | ↘159      |
| 2 | Маяк             | посёлок, административный центр | ↘1426     |
| 3 | Новый            | посёлок                         | ↘201      |
| 4 | Октябрьский      | посёлок                         | ↘174      |